# Konrad Kittner
Konrad Kittner, verheirateter Konrad Carls (* 30. März 1962 in Hannover; † 11. Mai 2006 ebenda) war ein deutscher Punk-Musiker.

## Leben
Konrad Kittner war der Sohn des Kabarettisten Dietrich Kittner und dessen Frau Christel. Seit Ende der 1970er Jahre war Konrad Kittner, genannt auch Konrad K., in der hannoverschen Punk-Szene aktiv.
Er war Bassist der hannoverschen „Urpunkband“ Kondensators sowie bei B-Test und Klischee. Mit Mirco „Micro“ Bogumil gründete er 1983 das Fun-Punk-Duo Abstürzende Brieftauben, bei dem sich beide Musiker mit Gesang, Gitarre und Schlagzeug abwechselten. In den 1990er Jahren spielte er Bass bei verschiedenen Formationen wie Crassfish, Rasta Knast, Die Rebellen und Freibeuter, sowie Schlagzeug bei Wohlstandsmüll. Bei den Formationen Legal Kriminal und WKA (Wir können auch anders) spielte er Gitarre und war Sänger.
Auf seinem 1994 gegründeten Label Highdive Records veröffentlichte er bis 1998 u. a. Produktionen von Klischee, Dietrich Kittner, Die Dikkmannz sowie den Sampler Chaostage – Grüße aus Hannover.

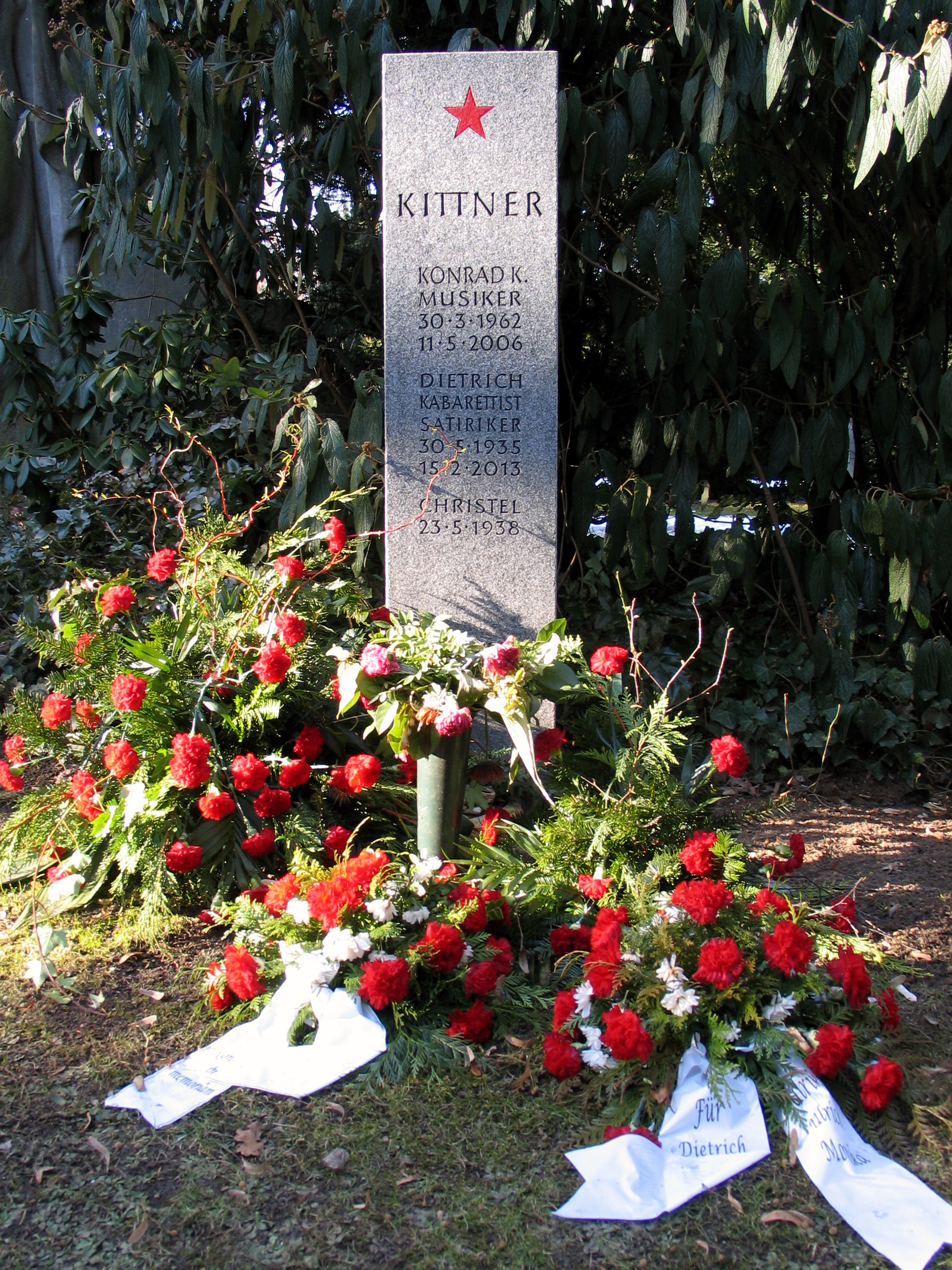
Grabstein der Familie Kittner mit rotem Stern auf dem Stadtfriedhof Engesohde

Ab 2001 war er als Konrad Carls verheiratet. An einem Kuba-Reiseführer seiner Frau arbeitete er 2002 mit. Mit den Abstürzenden Brieftauben trat er zuletzt im August 2002 im UJZ Glocksee in Hannover auf, im Frühjahr 2006 trafen sich die Brieftauben für eine letzte Studioproduktion.
Konrad Carls starb im Mai 2006 im Alter von 44 Jahren an Herzversagen.

## Grabmal
Das Grabmal der Familie Kittner befindet sich auf dem Stadtfriedhof Engesohde in Hannover, Abteilung 25, Grabnummer 165.

## Diskografie
- mit Klischee: Normalzustand (LP, 1981)
- mit Klischee: Das war der wilde Westen (EP, 1981)
- mit Abstürzende Brieftauben → Hauptartikel: „Diskografie“ im Artikel Abstürzende Brieftauben
- mit B-Test: B-Test Army … fickt euch alle! (EP, 1986)
- mit Crassfish: Play It Loud For Your Neighbourhood (LP, 1992)
- mit Klischee: Krieg in den Städten (1981-84) (CD, 1994)
- mit Crassfish: Hablamos Espanol (7", 1994)[10]
- mit Rasta Knast: Legal Kriminal (LP/CD, 1998)
- mit Rasta Knast: Die Katze beißt in Draht (LP/CD, 1999)
- mit Rasta Knast: Turistas alemanes asesin@s (EP, 2000)
- mit Legal Kriminal: Psychopathen (EP, 2001)
- mit WKA (Wir Können Auch Anders!): … jetzt reichts! (CD, 2004)

## Samplerbeiträge und Produktionen (Auswahl)
- KZ 36 Live (LP mit 3 Titeln von Kondensators, 1980)
- Korn live – ab geht er (LP mit 6 Titeln von Klischee, 1981)
- Jung kaputt spart Altersheime (Hannover Punk von 78-84) (CD mit Titeln von Klischee, B-Test, Kondensators, Abstürzende Brieftauben, 1994)
- 7 Jahre HBW – Das Fest (Video mit Titeln von Crassfish, Abstürzende Brieftauben, 1994)
- Jetzt machen wir Millionen (Produktion der CD von Die Dikkmannz, 1995)
- Chaostage – Grüße aus Hannover (CD u. a. mit Titeln von Crassfish, Anfall, Gigantor, Gay City Rollers, Piranhas, Boskops, 1996)
- Soundtracks Zum Untergang 4 (CD mit 1 Titel von Die Rebellen, 1998)
- Deutschpunk Kampflieder II (CD mit 1 Titel von Freibeuter, 1998)
- Sicher gibt es bessere Zeiten… Vol.7 (LP/CD mit 2 Titeln von Wohlstandmüll, 1998)